# Paattinen
Paattinen (suédois : Patis) est un quartier de Turku en Finlande.
Paattinen est une ancienne municipalité intégrée à Turku en 1973.

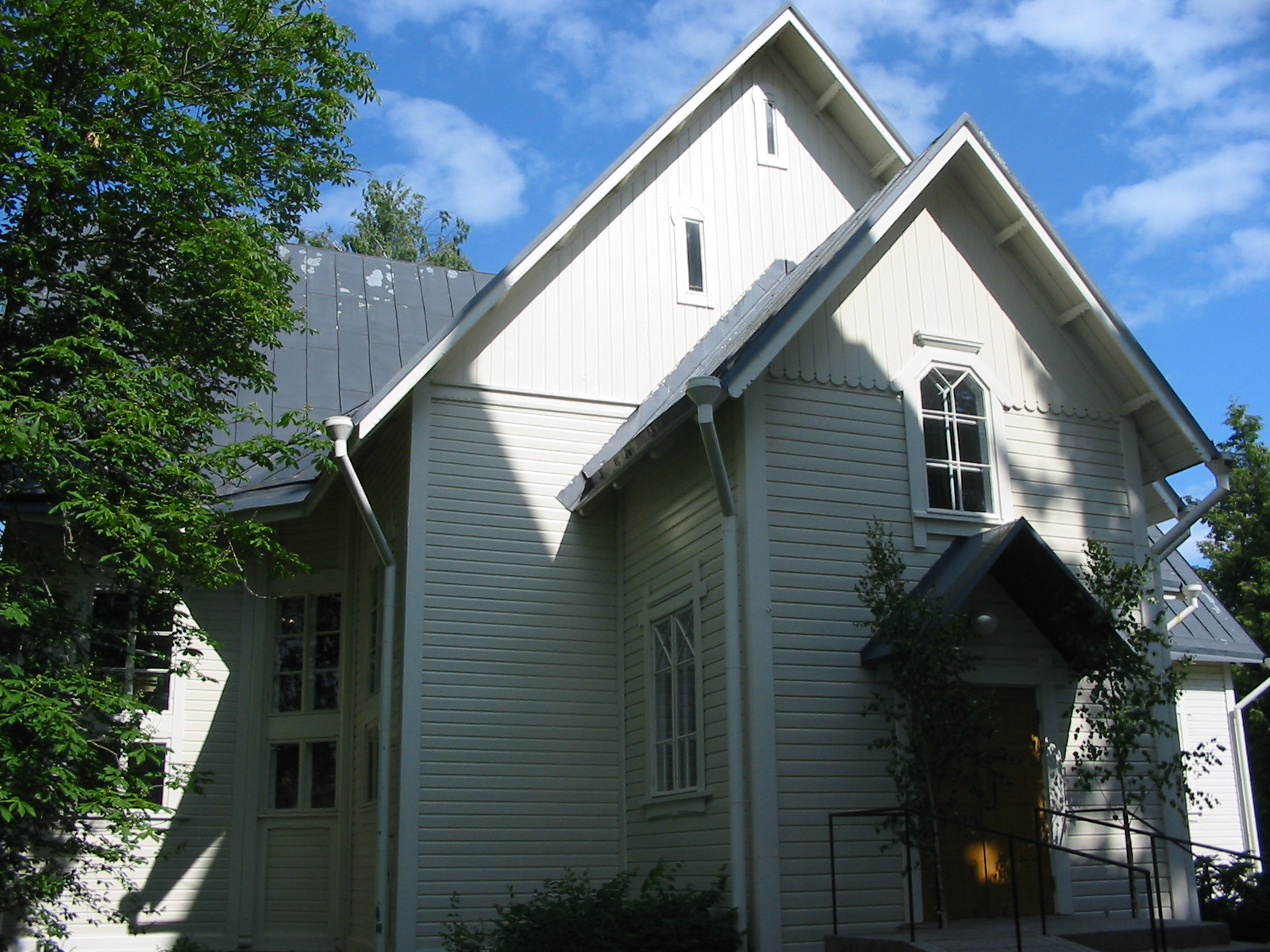
L'église de Paattinen.